# Hadou
『Hadou』（ハドウ）は、日本の音楽ユニット・B'zのボーカリスト・稲葉浩志の4作目のオリジナル・アルバム。2010年8月18日にVERMILLION RECORDSから発売された。

## 概要
前作『Peace Of Mind』から約6年ぶりとなるオリジナル・アルバム。
本作には先行シングル「Okay」の他、TBS系『NEWS23クロス』のエンディングテーマに起用された「この手をとって走り出して」や、2006年に放送された読売テレビ・日本テレビ系アニメ『結界師』エンディングテーマとして発表されたままCD化されていなかった「赤い糸」など、全15曲を収録。初回限定盤には、これまで発表されたソロ作品のミュージック・ビデオ全11曲を収録したDVDが付属されている。
アルバムタイトルの『Hadou』は「波動」を意味し、「目の前にいる人じゃなくて、遠くにいる人、自分の思っている人と波動でつながっている」が本作のテーマ。元々「Hadou」というタイトルは、3曲目収録「The Morning Call」の仮タイトルだった（歌詞に「波動」というフレーズも入っている）。アルバムタイトルがなかなか決まらなかったことと、3曲目を「Hadou」というタイトルに決めかねていたこととが合わさり、現在に至った。また、漢字ではなくローマ字表記になったのは、漢字にすると最初に「波動」というイメージが固まることを嫌ったから、とのこと。
稲葉はリリースの5年前からB'zの活動の合間を縫って自宅のスタジオにアレンジャーの寺地秀行を度々招き、リリースなども考えずに思いついたままに少しずつ曲作りを行っていた。稲葉曰く、この期間に作成した楽曲は、未編曲の楽曲やデモ楽曲を含めると、32曲に及んだとのこと。また未発表ではあるがカバー曲も制作したという（ゾンビーズなど）。ほとんどの楽曲に歌詞は付けられていなかったが、稲葉は2009年の正月辺りからリリースを意識し、歌詞を書き始めた。2004年に開催された初のソロ・ツアー『Inaba Koshi LIVE 2004 〜en〜』の経験を経て、無意識ではあるがライブでの絵も想像しながら制作をしたという。
発売初週で12.7万枚の売上を記録し、8月30日のオリコン週間アルバムランキングにて1stアルバム『マグマ』から4作連続での初登場首位を獲得。これにより、稲葉は1990年代、2000年代、2010年代の「3年代連続オリジナル・アルバム1位」の記録を達成した。これは、サザンオールスターズ、徳永英明、SMAPに続き4組目の達成である。

## 収録曲
CD
1. LOST (1:27)
  - 本作のイントロダクション的な曲で、演奏時間は稲葉ソロ曲の中で最短の1分25秒。

2. 絶対(的) (4:17)
3. The Morning Call (4:02)
  - 曲終了後、曲間なしで次の曲に移る。

4. Okay (5:16)
  - アルバムの先行シングル。

5. Lone Pine (4:39)
6. エデン (4:21)
7. CAGE FIGHT (3:52)
  - 宇浦冴香に提供した楽曲「友達以上恋人未満」のセルフカバー。なお原曲は稲葉の作詞ではないため、自身で詞を書き直した。

8. 今宵キミト (4:31)
9. この手をとって走り出して (5:34)
  - TBS系『NEWS23クロス』の初代エンディングテーマ。

10. 去りゆく人へ (4:24)
  - 宇浦冴香に提供した楽曲「君を想い眠る夜は」のセルフカバー。こちらも「CAGE FIGHT」同様稲葉の作詞ではないため、自身で書き直した。

11. 不死鳥 (3:58)
  - 2010年に行われたライブツアー『Koshi Inaba LIVE 2010 〜enII〜』では、この曲以外の全ての楽曲が演奏され、本曲のみ未演奏だったが『Koshi Inaba LIVE 2016 〜enIII〜』 で演奏され、本アルバムの収録曲は全てライブで演奏された。

12. 主人公 (3:53)
13. リトルボーイ (3:27)
14. 赤い糸 (2:42)
  - 日本テレビ系アニメ『結界師』の初代エンディングテーマ。2006年に発表されてから長い間CD化されていなかった。

15. イタイケな太陽 (7:17)
  - 曲の終了後、長い無音の後に隠しトラックが収録され、ライブ終了後にSEとして流された。アコースティックとハンドクラップのみの伴奏という非常にシンプルかつ2コーラスのみの短い楽曲で、タイトルは不明。トラックが分かれておらず「イタイケな太陽」に含まれているため、JASRACなどへのタイトルの届出などもされていない。なお、CDのみ収録されており配信音源には収録されていない。

DVD （初回限定盤のみ）
以下の楽曲のミュージック・ビデオを収録。
1. 波
2. 遠くまで
3. O.NO.RE
4. Touch
5. ファミレス午前3時
6. AKATSUKI
7. 静かな雨
8. I'm on fire
9. Wonderland
10. 正面衝突
11. ハズムセカイ

## タイアップ
- TBS系『NEWS23クロス』エンディングテーマ(#9)
- 読売テレビ・日本テレビ系アニメ『結界師』エンディングテーマ(#14)

## 参加ミュージシャン
- 稲葉浩志：ボーカル、全曲作詞・作曲・編曲、アコースティックギター（#2.6.11.12.14.15）、ブルースハープ（#5）
- 寺地秀行：全曲編曲
- シェーン・ガラース：ドラム（#1-13.15）、シェイカー（#12）
- スティーヴィー・サラス：ギター（#4）、エレクトリックギター（#6.7.12.15）
- ラファエル・モレイラ：ギター（#1.3.8-10）、エレクトリックギター（#2.5.11.13）
- ジャラ・ハリス：ベース（#4.6.7.15）
- コリー・マコーミック：ベース（#2.3.5.8-11.13）
- 小野塚晃：ピアノ（#3.9）、オルガン（#10）
- 林こずえ：ストリングス（#5.9.11）、ヴァイオリン（#13）
- Lime Ladies Orchestra：ストリングス（#5.9.11）
- 大賀好修：スライドギター（#7.15）、アコースティックギター（#13）
- 勝田一樹：サックス（#8）
- 栗原尚子：ヴァイオリン（#13）
- 三品芽生：ヴィオラ（#13）
- 島津由美：チェロ（#13.14）
- 上石統：トランペット（#13）
- 渡辺ファイアー：アルトサックス（#13）
- 東條あずさ：トロンボーン（#13）
- 武田和大：バリトンサックス（#13）